# CCL9
CCL9 (englisch CC-chemokine ligand 9) ist ein Zytokin aus der Familie der CC-Chemokine.

## Eigenschaften
CCL9 ist an Entzündungsprozessen beteiligt. Es wird von Lymphfollikel-assoziiertem Gewebe wie z. B. um Peyersche Plaques gebildet und bindet Dendritische Zellen über ihr Integrin alpha M (synonym CD11b) und den Chemokinrezeptor CCR1. CCL9 aktiviert Osteoklasten über ihren Rezeptor CCR1. CCL9 wird konstitutiv von Makrophagen und myeloischen Zellen gebildet. CCL9 wurde auch als CCL10 bezeichnet.